# میتسوکه، نیگاتا
میتسوکه در استان نیگاتا در کشور ژاپن واقع شده‌است که دارای جمعیت ۴۲٬۱۳۹ نفر و مساحت ۷۷٫۹۶ کیلومتر مربع با تراکم جمعیت ۵۴۱ نفر در کیلومترمربع است و در تاریخ ۳۱ مارس ۱۹۵۴ به عنوان شهر شناخته شد.